# 反応性愛着障害
反応性愛着障害（はんのうせいあいちゃくしょうがい、英: Reactive attachment disorder; RAD）とは、人と目を合わせず抱きつく、養育者に近づいたり逃げたり逆らったりするなど、通常では見られない不安定で複雑な行動態様を示す愛着障害の一種である。これらは不安定で不適切な養育によって生じるものとされており、安定した養育環境に置かれるとほとんどの場合大きく改善され、この点において発達障害とは明確に区別される。反応性愛着障害は児童のその後に影響を与える可能性が深刻な、比較的珍しい障害として臨床文献に記載されている。反応性アタッチメント障害ともいう。

## 治療・支援
適応的で安定した愛着形成を促進するためには、身体的・情緒的に適切に子どもの世話をできる（代理）養育者が必要である。安全で安心な生活環境の提供と、感受性のある養育者との肯定的な相互交流によって、子どもの心身の成長・発達、生活行動面の改善が期待できる。
子どもには、適切な行動と対人関係構築をサポートするソーシャルスキルトレーニング、日常生活支援を行う。また何より、情動欲求が満たされるよう子どもと関わり、感情や要求の表出を引き出し、養育者との基本的信頼感や愛着形成、自尊感情を育てることが大切とされる。
養育者には、親子相互交流療法などにより効果的な肯定的養育スキルの習得支援を行い、親子の関係改善を図る方法を提案する。
また、不適切養育および症状の再発や悪化を防止するために、児童相談所、市区町村子ども家庭支援センター、保健センター、園・学校、福祉施設などと多機関連携体制を構築して、生活上のストレスと心理社会的孤立の解決を図り、長期的に子どもと養育者への援助・支援体制を継続する必要がある。